# D.B. Cooper

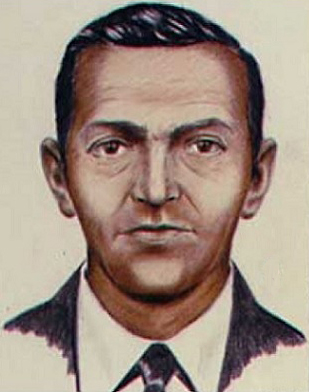
Portret pamięciowy D.B. Coopera sporządzony przez FBI w 1972 r.

D.B. Cooper – inicjały i nazwisko przypisywane mężczyźnie, który 24 listopada 1971 w Stanach Zjednoczonych porwał samolot pasażerski Boeing 727 z 42 osobami na pokładzie, lecący z Portland do Seattle i po otrzymaniu okupu w wysokości 200 000 dolarów amerykańskich wyskoczył z niego ze spadochronem nad południowymi Górami Kaskadowymi. Porywacza nie udało się ująć. W samolocie używał nazwiska Dan Cooper, jednak przez późniejsze nieporozumienie w mediach stał się znany jako „D.B. Cooper”. Mimo setek tropów w ciągu wielu lat, żaden dowód nie pozwolił odkryć prawdziwej tożsamości ani miejsca pobytu Coopera, a większość pieniędzy nigdy nie została odzyskana. Kilka konkurencyjnych teorii proponuje wyjaśnienie co stało się po skoku, jednak agenci Federalnego Biura Śledczego (FBI) uważają, że porywacz nie przeżył.
Sposób ucieczki D.B. Coopera i brak pewności co do jego dalszych losów ciągle intrygują ludzi. Sprawa Coopera (FBI nadało jej kryptonim „Norjak”) jest jedynym nierozwiązanym przypadkiem porwania samolotu w USA i jednym z niewielu na świecie.
Sprawa Coopera wprawia w zakłopotanie służby rządowe oraz prywatnych detektywów od dziesięcioleci, wszelkie nowe informacje w sprawie zawsze prowadziły do ślepych zaułków. W marcu 2008 pojawiła się szansa na przełom, gdy dzieci odnalazły spadochron na obszarze, gdzie Cooper prawdopodobnie wyskoczył, niedaleko Amboy, w stanie Waszyngton. Jednak, zdaniem ekspertów, znaleziony spadochron nie mógł należeć do porywacza.
W ciągu wielu lat znaleziono kilka wskazówek związanych ze sprawą porwania samolotu. W 1978 tabliczka zawierająca instrukcję jak opuścić schody na ogonie Boeinga 727 (później potwierdzono, że pochodzi z tylnych schodów samolotu, z którego Cooper wyskoczył), została znaleziona o kilka minut lotu od prawdopodobnej strefy lądowania porywacza. W lutym 1980 ośmioletni Brian Ingram znalazł na brzegu rzeki Kolumbia 5880 dolarów w gnijących banknotach 20-dolarowych. Dowiedziono, że banknoty te były częścią okupu.
W październiku 2007, FBI ujawniło, że uzyskano częściowy profil DNA Coopera z krawata, który zostawił na pokładzie samolotu. 31 grudnia 2007 FBI wznowiło niezamkniętą sprawę publikując w Internecie nigdy wcześniej niepublikowane portrety pamięciowe, próbując wywołać wspomnienia, które mogłyby pomóc zidentyfikować Coopera. Według relacji prasy, FBI nie wierzy, aby Cooper przeżył skok, ale wyraża zainteresowanie ustaleniem jego tożsamości.
W lipcu 2016 FBI oficjalnie zawiesiło sprawę dalszych poszukiwań D.B. Coopera. Mimo tego agencja rządowa nadal czeka na każdy fizyczny dowód, który może dotyczyć spadochronów lub skradzionych pieniędzy dostarczonych do analizy.

## Porwanie
W środę 24 listopada 1971, dzień przed świętem dziękczynienia, mężczyzna używający nazwiska Dan Cooper wsiadł na pokład Boeinga 727-100, linii lotniczych Northwest Orient (później Northwest Airlines, obecnie część Delta Air Lines) lot numer 305, lecący z Portland International Airport w mieście Portland (stan Oregon) do Seattle-Tacoma International Airport w Seattle (stan Waszyngton). Cooper był opisywany jako czterdziestokilkuletni mężczyzna, między 1,78 m a 1,83 m wzrostu. Miał na sobie czarny płaszcz, mokasyny, ciemny garnitur, starannie wyprasowaną białą koszulę z kołnierzykiem, czarny krawat ze spinką z masy perłowej oraz czarne okulary przeciwsłoneczne. Usiadł z tyłu samolotu na miejscu 18C. Kiedy samolot wystartował z Portland, Cooper wręczył notatkę stewardesie Florence Schaffner, która siedziała obok drzwi do schodów na ogonie, z lewej strony za jego siedzeniem. Myślała, że mężczyzna daje jej swój numer telefonu, więc schowała kartkę do kieszeni nie otwierając jej. Cooper przechylił się bliżej i powiedział: „Powinna pani lepiej przyjrzeć się tej notatce. Mam bombę”. W kopercie była notatka następującej treści: „W walizce mam bombę. Użyję jej jeśli będzie to konieczne. Chcę żebyś usiadła obok mnie. Zostaliście porwani”.
Notatka zawierała również żądanie 200 000 dolarów, w nieoznaczonych banknotach oraz dwóch zestawów spadochronów – dwóch głównych plecowych oraz dwóch awaryjnych piersiowych. Według instrukcji rzeczy te miały zostać dostarczone do samolotu, gdy ten wyląduje na lotnisku Seattle-Tacoma; jeśli żądania nie zostałyby spełnione porywacz miał zdetonować ładunek wybuchowy. Kiedy stewardesa poinformowała kokpit o Cooperze i notatce, pilot William Scott, skontaktował się ze służbą kontroli ruchu lotniczego portu Seattle-Tacoma, która poinformowała policję oraz FBI. FBI skontaktowało się z prezesem linii Northwest Airlines, Donaldem Nyropem, który polecił Scottowi współpracować z porywaczem. Scott nakazał Schaffner, aby wróciła na miejsce obok Coopera i upewniła się czy bomba jest prawdziwa. Cooper otworzył walizkę, pozwalając stewardesie zobaczyć czerwone walce, dużą baterię oraz przewody, co przekonało ją, że bomba jest prawdziwa. Cooper wysłał stewardesę z powrotem do kokpitu, aby poleciła pilotowi wstrzymać się z lądowaniem dopóki rzeczy, których żądał, nie zostaną dostarczone na lotnisko.

### Spełnienie żądań i uwolnienie pasażerów
Zgodnie z żądaniami samolot oczekiwał krążąc nad zatoką Puget. W tym czasie dostarczano pieniądze i spadochrony. Gromadząc gotówkę, agenci FBI postąpili według instrukcji co do nieoznaczonych banknotów, ale zdecydowali dać wydrukowane w większości w 1969, z których przeważająca część miała numery seryjne zaczynające się od litery L, wyemitowane przez Federal Reserve Bank of San Francisco. Agenci przepuścili również wszystkie 10 000 banknotów przez urządzenie Recordak, tworząc mikrofilm z każdym banknotem i w ten sposób rejestrując wszystkie numery seryjne. Początkowo władze chciały dostarczyć wojskowe spadochrony z bazy sił powietrznych McChord, jednak Cooper zażądał cywilnych, ręcznie otwieranych spadochronów. Policja Seattle zdołała odnaleźć odpowiednie spadochrony w miejscowej szkole spadochroniarskiej. Tymczasem Cooper w samolocie popijał burbon z sodą cytrynowo-limonową, za który chciał zapłacić. Tina Mucklow, stewardesa, która spędziła najwięcej czasu z porywaczem, opisała go jako „raczej miłego” i wystarczająco troskliwego, aby zaproponować, żeby załodze dostarczono posiłek po wylądowaniu w Seattle. Jednakże śledczy FBI określili Coopera jako „nieprzyzwoitego” i używającego „plugawego języka”.

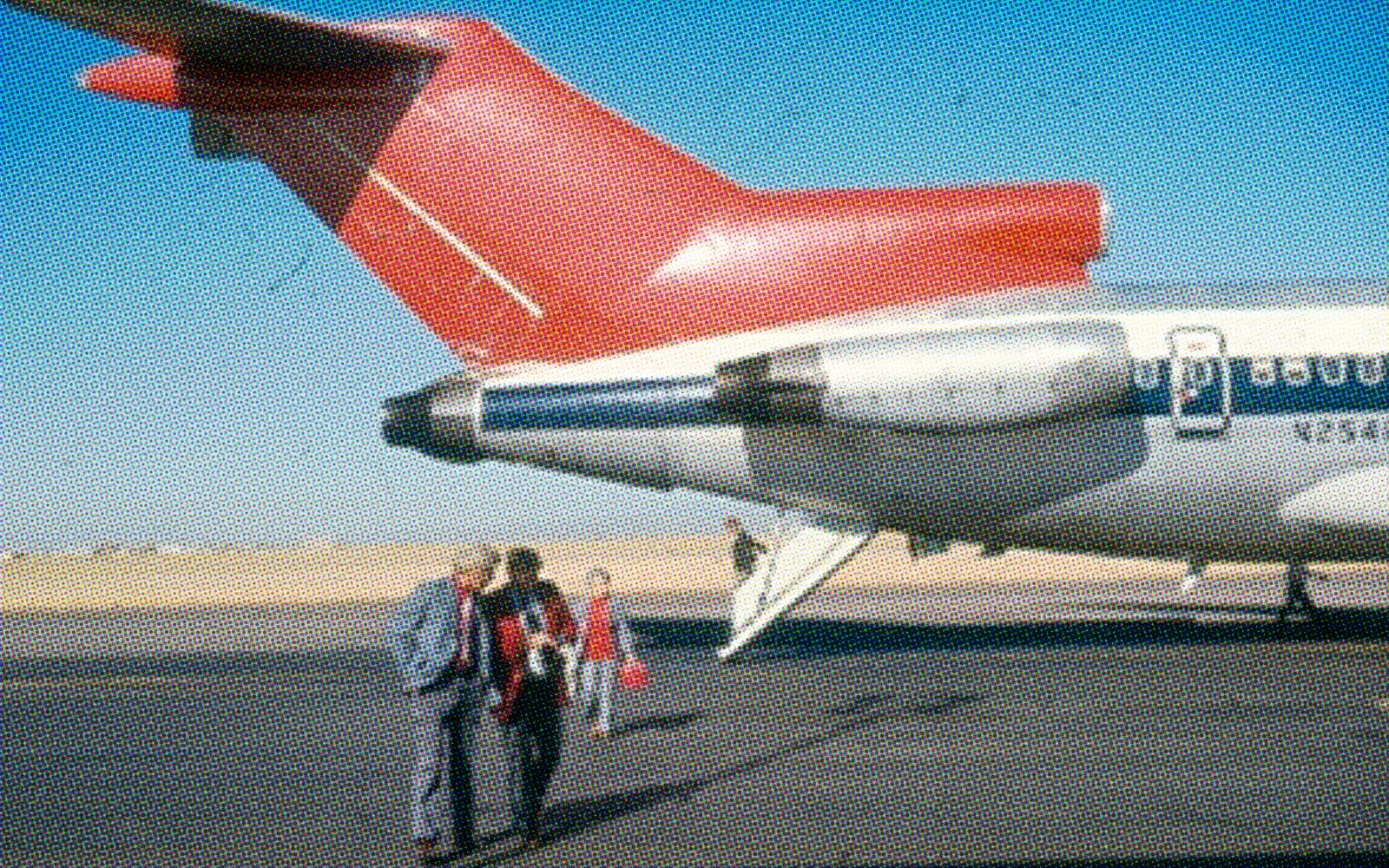
Boeing 727 z otwartymi schodami ogonowymi

O 17:24 kontrola ruchu lotniska wywołała Scotta i poinformowała go, że rzeczy zażądane przez porywacza zostały dostarczone. Cooper dał więc kapitanowi Scottowi pozwolenie na lądowanie w pierwotnie wyznaczonym miejscu, na Seattle-Tacoma International Airport. Samolot wylądował o 17:39. Cooper poinstruował kapitana, by ten podkołował samolot do odległej części pola startowego oraz przyciemnił światła w kabinie, tak aby uniemożliwić strzelanie policyjnym snajperom. Polecił kontroli ruchu, aby jedna osoba samodzielnie dostarczyła okup oraz spadochrony. Wybrana osoba, pracownik linii Northwest Orient, podjechał do samolotu i wręczył pieniądze i spadochrony stewardesie Mucklow, przez schody ogonowe. Kilka minut później Cooper uwolnił wszystkich 36 pasażerów oraz stewardesę Schaffner przez schody ogonowe. Pilot Scott, stewardesa Mucklow, pierwszy oficer Bob Rataczak i mechanik pokładowy H.E. Anderson nie dostali pozwolenia na opuszczenie samolotu.
Plany Coopera i jego żądanie czterech spadochronów stanowiły zagadkę dla FBI. Agenci zastanawiali się czy Cooper miał na pokładzie wspólnika, czy cztery spadochrony były przeznaczone dla członków załogi, którzy pozostali na pokładzie. Dotąd, nikt nie próbował skakać ze spadochronem z porwanego samolotu cywilnego. Kiedy samolot był tankowany, urzędnik Federal Aviation Administration (FAA), który chciał wyjaśnić porywaczowi konsekwencje jego czynu, podszedł do drzwi samolotu i poprosił Coopera o pozwolenie na wejście na pokład. Ten natychmiast odmówił. Korek parowy w pompie cysterny spowalniał tankowanie. Cooper zaczął coś podejrzewać, kiedy po 15 minutach tankowanie jeszcze się nie zakończyło. Zagroził, że wysadzi samolot, wobec czego mechanicy spróbowali przyspieszyć pracę.

### Z powrotem w powietrzu
Po zatankowaniu, starannym sprawdzeniu okupu i spadochronów oraz negocjacjach dotyczących trasy lotu, Cooper rozkazał załodze startować około 19:40 i lecieć do Meksyku, z prędkością 170 węzłów (200 mph lub 320 km/h), na wysokości nie większej niż 10 000 stóp (3000 m, normalna wysokość przelotowa mieści się pomiędzy 7600 a 11 000 m), z otwartym podwoziem i z klapami w pozycji 15 stopni. Jednakże pierwszy oficer Rataczak stwierdził, że przy takich parametrach odrzutowiec może przelecieć tylko 1000 mil (1600 km). Po przedyskutowaniu różnych propozycji zdecydowano się na lądowanie i tankowanie w Reno, w stanie Nevada oraz lot drogą lotniczą Vector 23, mijającą od zachodu Góry Kaskadowe. Cooper polecił Scottowi, aby kabina podczas lotu nie była pod ciśnieniem – na wysokości 3000 m mógł normalnie oddychać przy równym ciśnieniu w kabinie i na zewnątrz – pozwoliło to uniknąć gwałtownego przepływu powietrza na zewnątrz przy próbie opuszczenia samolotu w powietrzu.
Krótko po wystartowaniu porywacz kazał stewardesie Mucklow, która siedziała z nim, aby poszła do kokpitu i tam została. Zanim weszła za zasłonę oddzielającą pomieszczenia załogi od przedziału pierwszej klasy, zauważyła, że mężczyzna przywiązuje sobie coś do paska – jej zdaniem linę. Chwilę później w kabinie załoga zauważyła kontrolkę wskazującą, że Cooper próbuje otworzyć drzwi. Kapitan zapytał go przez interkom, czy jest coś, co mogą dla niego zrobić – usłyszał krótką odpowiedź: „Nie”.

Animacja ukazująca jak schody Boeinga 727 zostały użyte do ucieczki. Nie były zaprojektowane do używania w powietrzu i po skoku można było je zamknąć dopiero po wylądowaniu.

Załoga zauważyła zmianę ciśnienia w kabinie. Cooper opuścił schody ogonowe i wyskoczył. To był ostatni raz kiedy go widziano. FBI uważa, że wyskoczył o 20:13 nad południowo-zachodnią częścią stanu Waszyngton, ponieważ schody „podskoczyły” w tym czasie, jakby zostały uwolnione spod masy odpowiadającej człowiekowi. Gdy Cooper wyskoczył, samolot leciał przez potężną ulewę, przez chmury nie było widać żadnych świateł z ziemi. Z powodu słabej widoczności skoku nie zauważyli piloci myśliwców F-106 śledzący boeinga. Początkowo sądzono, że porywacz wylądował na południowym wschodzie obszaru Ariel, niedaleko jeziora Merwin, 48 km na północ od Portland (45°57′N 122°39′W/45,950000 -122,650000). Późniejsze teorie bazują na różnych źródłach – łącznie z zeznaniem dotyczącym warunków pogodowych pilota linii Continental Airlines Toma Bohana, który leciał 1200 metrów ponad i 4 minuty za lotem 305 – umiejscawiają strefę lądowania 30 km dalej na wschód. Jednak dokładne miejsce lądowania pozostaje nieznane.
Prawie 2,5 godziny po starcie z Seattle-Tacoma, około 22:15 boeing wylądował bezpiecznie w Reno, ze schodami ciągniętymi po pasie startowym. Lotnisko było otoczone przez agentów FBI i miejscową policję, chociaż po skontaktowaniu się z kapitanem Scottem było jasne, że Coopera nie ma w samolocie. Agenci weszli na pokład w celu poszukiwania pozostawionych dowodów. Odkryli wiele odcisków palców (które mogły należeć do porywacza lub innych osób), krawat ze spinką i dwa z czterech spadochronów. Nie odnaleziono Dana Coopera. Wraz z nim zniknęła jego walizka, torba z pieniędzmi oraz dwa spadochrony. Osoby, z którymi Cooper kontaktował się na pokładzie i na ziemi zostały przesłuchane, w celu sporządzenia portretu pamięciowego. Przesłuchania dały niemal identyczny opis, który pozwolił FBI na stworzenie portretu, używanego na listach gończych. Dan Cooper został opisany jako typ latynoski. FBI utrzymuje, ze portret jest dokładną podobizną Coopera, ponieważ wiele osób, przesłuchanych jednocześnie w osobnych miejscach, podało prawie identyczny opis.

## Zniknięcie bez śladu

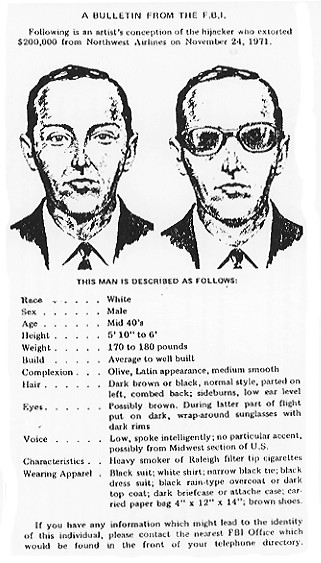
List gończy FBI za Cooperem

Mimo prowadzonych z powietrza i na ziemi poszukiwań, w przypuszczalnej strefie lądowania porywacza – o powierzchni równej 28 mil kwadratowych (73 km²) – w końcu 1971 i wiosną 1972 nie znaleziono żadnego śladu Coopera, ani jego spadochronu. Dokładne miejsce lądowania było trudne do określenia; przy prędkości samolotu wynoszącej ponad 320 km/h i zmiennym wietrze, nawet małe różnice w czasie mogły znacznie przemieścić miejsce lądowania. To doprowadziło śledczych do przekonania, że Cooper nie mógł wiedzieć, gdzie wyląduje i dlatego nie mógł mieć na ziemi wspólników czekających, aby ułatwić mu ucieczkę. Początkowo poszukiwania prowadziły małe grupy agentów FBI wraz z zastępcami szeryfa hrabstw Clark i Cowlitz, pieszo oraz z helikopterów. Inni prowadzili łodzie patrolowe wzdłuż jezior Merwin i Yale. Ponieważ mijały miesiące i nie pojawiały się żadne znaczące tropy z innych źródeł, nadejście wiosennej odwilży stało się impulsem do bardzo dokładnego przeszukania terenu, prowadzonego przez FBI i ponad 200 żołnierzy US Army z pobliskiego Fort Lewis. Zespoły wojska i agentów przeszukiwały teren metr po metrze przez osiemnaście dni w marcu i osiemnaście dni w kwietniu 1972. Po sześciu tygodniach przeszukiwania strefy jeden z najintensywniejszych pościgów w historii północnego zachodu USA nie ujawnił żadnych dowodów związanych z porwaniem. W rezultacie pozostaje przedmiotem sporu, czy Cooper w rzeczywistości wylądował poza początkowo wyznaczoną strefą, czy też przeżył skok i następnie uciekł. Krótko po porwaniu FBI przesłuchało, a następnie zwolniło mężczyznę z Portland nazwiskiem D.B. Cooper, który nigdy nie był brany pod uwagę jako poważny podejrzany. Jednakże przez medialne nieporozumienie inicjały „D.B.” silnie kojarzą się z porywaczem i pod takim nazwiskiem jest teraz znany.
FBI zintensyfikowało wysiłki zmierzające do namierzenia 10 000 banknotów 20-dolarowych z okupu, powiadamiając banki i inne instytucje finansowe o numerach seryjnych banknotów. Organy ścigania na całym świecie również otrzymały informacje o Cooperze i numerach. Po porwaniu linie Northwest Airlines zaoferowały nagrodę w wysokości 15% z odzyskanej sumy – ale maksymalnie 25 000 dolarów – jednak ostatecznie odwołały ofertę, gdy nie pojawił się żaden solidny dowód w sprawie. W listopadzie 1973 The Oregon Journal z Portland zaczął publikować za pozwoleniem FBI pierwszą publiczną listę numerów, oferując 1000 dolarów dla pierwszej osoby, która znajdzie jeden z banknotów. Później Seattle Post-Intelligencer zaoferował 5000 dolarów nagrody za jeden banknot.
Pomimo zainteresowania zgłaszanego z całego kraju i kilku rzekomych bliskich trafień, gazety nigdy nie otrzymały informacji z dokładnie pasującym numerem. W dekadzie poprzedzającej porwanie, lokalni przedstawiciele prawa i FBI rozwiązali przynajmniej dwa poważne przestępstwa na północnym zachodzie – napad na bank i wymuszenie – śledząc numery seryjne banknotów. Jednak w obydwu sprawach, których rozwiązanie zajęło władzom tylko kilka tygodni, sprawcy wydawali namierzane pieniądze w kilka dni po przestępstwie i w tym samym rejonie.
Pod koniec 1978 myśliwy, przechodzący niedaleko na północ od przypuszczalnej strefy lądowania Coopera, znalazł tabliczkę z instrukcją, jak opuścić schody rufowe Boeinga 727. Tabliczka pochodziła z tylnej klatki schodowej samolotu, który porwał Cooper.

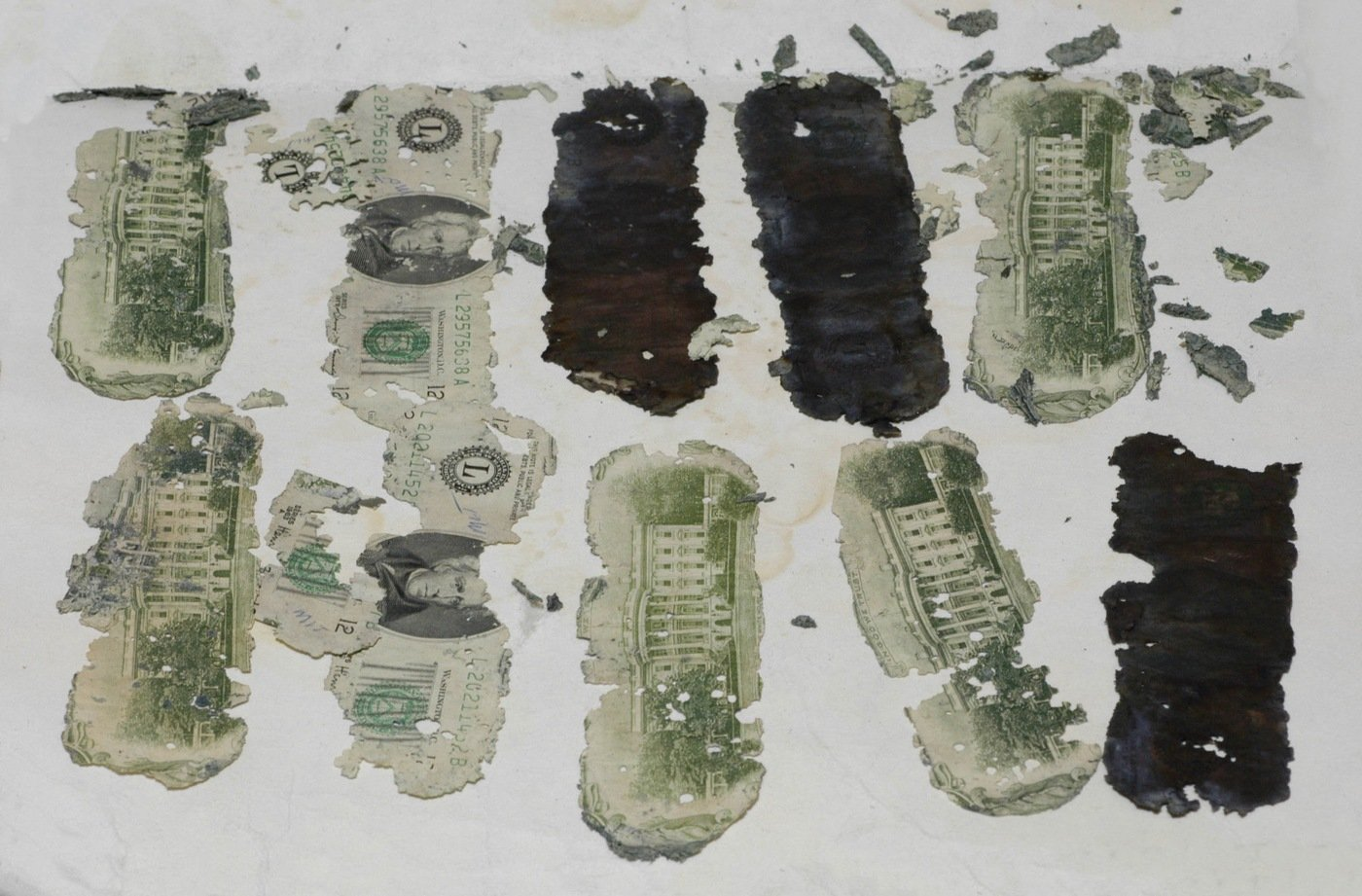
Część banknotów znalezionych przez Briana Ingrama

10 lutego 1980 ośmioletni Brian Ingram był ze swoją rodziną na pikniku, gdy znalazł 5880 dolarów w gnijących banknotach (294 banknoty 20-dolarowe). Leżały ciągle zapakowane w gumowe taśmy, około 12 m od brzegu i 5 cm pod powierzchnią, na płyciźnie rzeki Kolumbia, 8 km na północny zachód od Vancouver w stanie Waszyngton. Po porównaniu numerów banknotów z tymi, które otrzymał Cooper prawie 9 lat wcześniej, stało się pewne, że pieniądze znalezione przez Ingrama były częścią okupu. Po odkryciu prowadzący śledztwo agent FBI Ralph Himmelsbach stwierdził, że pieniądze musiały zostać tam umieszczone kilka lat po porwaniu ponieważ gumowe taśmy szybko niszczeją i nie mogły długo utrzymywać banknotów razem. Kilku naukowców współpracujących z FBI przy sprawie zauważyło, że agenci skłaniają się ku przekonaniu, że pieniądze znalazły się na plaży w rezultacie pogłębiania rzeki przez Korpus Inżynieryjny Armii Stanów Zjednoczonych w 1974. Ponadto niektórzy specjaliści szacowali, że umieszczenie pieniędzy musiało mieć miejsce jeszcze później. Geolog z Portland State University, Leonard Palmer podobno stwierdził, że prace z 1974 nie przemieściły pieniędzy, ponieważ Ingram znalazł banknoty ponad glinianym złożem wyciągniętym na brzeg przez pogłębiarkę. Generalnie FBI zgadza się obecnie, że banknoty musiały znaleźć się w tym miejscu nie wcześniej niż w 1974. Niektórzy detektywi i hydrolodzy sugerowali, że paczka spłynęła do rzeki z jednego z licznych dopływów, takich jak Washougal, który przebiega niedaleko prawdopodobnej strefy lądowania Coopera.
Odnalezienie banknotów z okupu wzmocniło przekonanie FBI, że porywacz zginął podczas skoku, głównie z powodu małego prawdopodobieństwa, iż przestępca zostawiłby część łupu, dla którego ryzykował życiem. Władze ostatecznie zezwoliły Brianowi Ingramowi zatrzymać udział z odzyskanych pieniędzy, wynoszący 2860 dolarów oraz kwotę zbliżoną do banknotów będących w złym stanie. 13 czerwca 2008, zgodnie z życzeniem Ingrama, galeria Heritage Auction z Dallas w Teksasie podczas aukcji Americana Memorabilia Grand Format Auction sprzedała piętnaście banknotów różnym kupcom, za łączną kwotę przekraczającą 37 000 dolarów.
Reszta pieniędzy pozostaje do dziś nieodnaleziona. Numery seryjne wszystkich 9998 banknotów dwudziestodolarowych z okupu są opublikowane w Internecie.

## Podejrzani

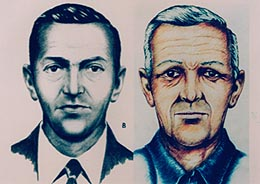
Portret Coopera sporządzony przez FBI, uwzględniający proces starzenia się

W śledztwie FBI pojawiło się około tysiąca „poważnych podejrzanych”, z których większość (lecz nie wszystkich) wykluczono.
Federalne Biuro Śledcze uważało, że Cooper znał obszar Seattle, skoro potrafił z powietrza rozpoznać lotnisko Tacoma, gdy samolot krążył nad zatoką Puget. Wspomniał również stewardesie Mucklow, że baza Sił Powietrznych McChord znajduje się około 20 minut lotu od portu lotniczego Seattle-Tacoma. Chociaż agenci początkowo sądzili, że Cooper mógł być obecnym lub byłym członkiem United States Air Force, bazując na jego widocznej wiedzy na temat aerodynamiki oraz skoków spadochronowych, później zrezygnowali z tego przypuszczenia, stwierdzając, że żaden doświadczony spadochroniarz nie spróbowałby tak ryzykownego skoku.

### John List
W 1971 masowy morderca John List był rozważany jako podejrzany w sprawie porwania, które miało miejsce tylko piętnaście dni po tym, jak zabił swoją rodzinę w Westfield, w stanie New Jersey. Wiek Lista, rysy twarzy i budowa ciała były podobne do tych przypisywanych porywaczowi. Agent Ralph Himmelsbach oświadczył, że List był „realnym podejrzanym”. Cooper wyskoczył z samolotu z sumą 200 000 dolarów, taką samą sumę z konta swojej matki wyczerpał List kilka dni przed morderstwem. Po ujęciu i osadzeniu w więzieniu (w 1989) List uparcie zaprzeczał, że jest D.B. Cooperem, a FBI nie rozważało go więcej jako podejrzanego. John List zmarł 21 marca 2008 w St. Francis Medical Center w Trenton, cztery dni po przewiezieniu z więzienia stanowego New Jersey.

### Richard McCoy Jr.

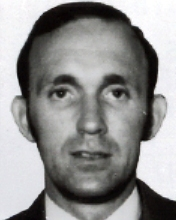
Zdjęcie sygnalityczne Richarda McCoya, Jr.

7 kwietnia 1972, cztery miesiące po czynie Coopera, Richard McCoy Jr. (pod nazwiskiem „James Johnson”) wsiadł na pokład samolotu linii United Airlines lot 855 podczas międzylądowania w Denver, w stanie Kolorado i dał stewardesie kopertę podpisaną „Hijack Instructions”, która zawierała żądanie czterech spadochronów i 500 000 dolarów. Porwanym samolotem był również Boeing 727 ze schodami ogonowymi. Porywacz miał przy sobie przycisk do papieru imitujący granat i niezaładowany pistolet. Po otrzymaniu okupu uciekł w ten sam sposób, co D.B. Cooper. Zostawił w samolocie swoją odręcznie napisaną wiadomość, a na magazynie, który czytał, zostały odciski palców. FBI użyło ich później do identyfikacji porywacza.
Policja zaczęła prowadzić dochodzenie wobec McCoya, podążając za wskazówką jego przyjaciela, policjanta z drogówki z Utah Roberta Van Ieperena. Po porwaniu dokonanym przez Coopera McCoy wspomniał, że Cooper powinien zażądać 500 000 dolarów, zamiast 200 000. Van Ieperen pomyślał, że to dziwny zbieg okoliczności, więc poinformował FBI. McCoy miał żonę i dwójkę dzieci, był nauczycielem w mormońskiej szkółce niedzielnej, studiował stosowanie prawa na Uniwersytecie Brighama Younga. Był weteranem wojny w Wietnamie, pilotem helikopterów oraz zagorzałym skoczkiem spadochronowym.
9 kwietnia, na podstawie dopasowania odcisków palców oraz odręcznego pisma, McCoy został aresztowany za porwanie samolotu United 855. Przypadkowo McCoy, służąc w Gwardii Narodowej, pilotował jeden z helikopterów podczas poszukiwania porywacza. W jego domu agenci FBI znaleźli kombinezon do skakania ze spadochronem oraz torbę, w której było 499 970 dolarów w gotówce. McCoy twierdził, że jest niewinny, jednak został skazany na 45 lat więzienia. Krótko po osadzeniu w więzieniu, korzystając z prawa dostępu do gabinetu dentystycznego, McCoy wymodelował imitację pistoletu z pasty dentystycznej. On i kilku więźniów uciekło w sierpniu 1974, kradnąc śmieciarkę i rozbijając nią główną bramę więzienia. FBI odnalazło McCoya trzy miesiące później w Virginia Beach. Podczas próby zatrzymania przestępca otworzył ogień do agentów, na co agent Nicholas O’Hara odpowiedział wystrzałem ze strzelby, zabijając McCoya.
W 1991 Bernie Rhodes i były agent FBI Russell Calame napisali książkę D.B. Cooper: The Real McCoy, w której twierdzą, że Dan Cooper i Richard McCoy to ta sama osoba. Powołują się na te same metody porwania oraz krawat ze spinką pozostawiony w samolocie przez Coopera. Ani Rhodes ani Calame nie brali udziału w dochodzeniu w sprawie Coopera, lecz Calame był szefem biura FBI w Utah, które prowadziło śledztwo wobec McCoya i aresztowało go za porwanie z 1972. Według autorów McCoy nigdy nie przyznał ani nie zaprzeczył, że był D.B. Cooperem. Kiedy został bezpośrednio zapytany, czy to on jest Cooperem, odpowiedział: „Nie chcę o tym mówić”. Zostały zacytowane słowa agenta, który zabił McCoya, który rzekomo miał powiedzieć: „Kiedy zastrzeliłem Richarda McCoya, zastrzeliłem tym samym D.B. Coopera”. Wdowa po Richardzie McCoyu, Karen Burns McCoy po oskarżeniu autorów i wydawcy o kłamstwo na temat jej udziału w porwaniu i późniejszych wydarzeniach uzyskała od nich 120 000 dolarów zadośćuczynienia, na mocy ugody zawartej podczas negocjacji z jej adwokatem.

### Duane Weber
W lipcu 2000 w magazynie U.S. News & World Report ukazał się artykuł o wdowie z Pace w stanie Floryda, nazwiskiem Jo Weber, która twierdziła, że jej zmarły mąż, Duane L. Weber (urodzony w 1924, w Ohio), powiedział jej przed śmiercią 28 marca 1995: „Ja jestem Danem Cooperem”. Stała się nieufna wobec męża i zaczęła sprawdzać jego przeszłość. Weber służył w United States Army podczas II wojny światowej, a później pracował w więzieniu niedaleko Portland. Jo Weber zapamiętała, że mąż miał raz koszmar, podczas którego mówił przez sen o skakaniu z samolotu i powiedział coś o zostawieniu odcisków palców na schodach ogonowych. Jo przypomniała sobie, że krótko przed śmiercią Duane wyjawił jej, że starą kontuzję kolana odniósł podczas „wyskakiwania z samolotu”.
Weber opowiada również o urlopie, który spędzili w 1979 w Seattle, połączonym z wizytą nad rzeką Kolumbia – „sentymentalnej podróży”, jak powiedział Duane. Pamiętała, że Duane zszedł sam na brzeg rzeki – cztery miesiące przed znalezieniem części pieniędzy Coopera w tym rejonie. Wypożyczyła z biblioteki książkę na temat Coopera, w której zobaczyła zdjęcie jego odręcznego pisma. Stwierdziła, że pasuje do pisma jej męża. Zaczęła korespondować z Ralphem Himmelsbachem, byłym szefem śledczych w sprawie, który zgodził się, że dużo poszlak dotyczących Webera pasuje do profilu porywacza. Jednakże FBI przestało prowadzić dochodzenie wobec Webera w lipcu 1998 roku z powodu braku silnych dowodów.
FBI porównało odciski Webera z tymi znalezionymi w porwanym samolocie – stwierdzono, że nie pochodzą od tej samej osoby. W październiku 2007 Biuro ujawniło, że profil DNA ze śladu pozostawionego na krawacie zostawionym w samolocie również nie należy do Webera.

### Kenneth Christiansen
W publikacji z 29 października 2007 magazyn „New York” twierdzi, że Kenneth P. Christiansen został zidentyfikowany jako podejrzany przez firmę detektywistyczną Sherlock Investigations. W artykule podano, że Christiansen był spadochroniarzem w wojsku, pracował w liniach lotniczych, mieszkał w stanie Washington niedaleko rejonu porwania, znał okoliczne tereny, za gotówkę kupił nieruchomość rok po porwaniu, pił burbon oraz palił (tak jak Cooper podczas lotu) i przypominał Coopera z opisów świadków. Jednak FBI wykluczyło Christiansena z powodu jego karnacji, wzrostu, wagi i koloru oczu – nie pasowały do opisu podanego przez pasażerów i załogę.

## Następstwa porwania

### Zmiany w infrastrukturze lotniczej
Porwanie spowodowało poważne zmiany w dziedzinie bezpieczeństwa lotnictwa cywilnego, głównie w postaci wykrywaczy metalu instalowanych na lotniskach przez linie lotnicze, kilku związanych z tym zmian, ustanowionych przez Federal Aviation Administration i modyfikacji Boeinga 727. Po trzech kolejnych podobnych porwaniach w 1972 FAA wymaga, aby wszystkie 727 wyposażone były w element zwany „Cooper vane” (nazwany tak „na cześć” D.B. Coopera) – klin uniemożliwiający otwarcie schodów podczas lotu.

### Ponowne zainteresowanie FBI i nowe dowody
1 listopada 2007 FBI ujawniło szczegółowe informacje dotyczące dowodów będących w posiadaniu biura, których nie podano wcześniej do informacji publicznie. Pokazano bilet Coopera na samolot z Portland do Seattle, który kosztował 18,52 $. Ujawniono też, że zażądał czterech spadochronów. Władze niechcący dały Cooperowi fałszywy spadochron zapasowy, nie nadający się do użytku, służący tylko do demonstracji podczas szkoleń. Tego spadochronu nie odnaleziono w samolocie, niektórzy twierdzą, że Cooper nie zorientował się, iż ma niesprawny spadochron. Drugi działający spadochron zapasowy był otwarty, a jego linki były poprzecinane. Posłużyły prawdopodobnie do zabezpieczenia torby z pieniędzmi.
31 grudnia 2007 FBI wydało online oświadczenie prasowe, zawierające nieprezentowane wcześniej zdjęcia i szkice, próbując wywołać wspomnienia i uzyskać użyteczne informacje dotyczące tożsamości Coopera. Biuro wycofało się ze swych wcześniejszych założeń, że porywacz był doświadczonym spadochroniarzem. Początkowo wierzono, że Cooper musiał trenować, aby dokonać takiego wyczynu, późniejsze analizy łańcucha wydarzeń skłoniły śledczych do ponownej oceny tego twierdzenia. Uznano, iż tylko niedoświadczony skoczek zdecydowałby się na skok podczas ulewy bez żadnego światła z ziemi. Śledczy uważają również, że doświadczony skoczek – nawet zmuszony do pośpiechu – zatrzymałby się, aby skontrolować spadochrony.
24 marca 2008 FBI ogłosiło, że posiada spadochron znaleziony na polu w północnym hrabstwie Clark, w stanie Washington, niedaleko Amboy. Właściciel terenu budował drogę przy pomocy buldożera, gdy przeciął łopatą jakąś tkaninę, jego dzieci wyciągnęły materiał i ukazały się linki. Earl Cossey, człowiek, który dostarczył cztery spadochrony dane Cooperowi przez FBI, zbadał znalezisko 1 kwietnia 2008 i stwierdził z całą pewnością, że to nie jeden ze spadochronów, których użyto w 1971. Spadochrony Coopera zrobione były z nylonu, w przeciwieństwie do odnalezionego, który uszyto z jedwabiu prawdopodobnie około 1945. FBI potwierdziło później wnioski Cosseya po skonsultowaniu z innymi specjalistami: to po prostu inny typ spadochronu.
Agent Larry Carr rozważa, że porywacz mógł wziąć nazwisko podane w samolocie od Dana Coopera, bohatera belgijskiego komiksu, służącego w Royal Canadian Air Force i przedstawionego podczas skoku ze spadochronem na okładce jednego z wydań.

### Earl Cossey
W kwietniu 2013 r. Earl Cossey, właściciel szkoły spadochronowej, który dostarczył cztery spadochrony wydane Cooperowi, został znaleziony martwy w swoim domu w Woodinville, przedmieściu Seattle. Przyczyną śmierci było uderzenie tępym narzędziem w głowę. Sprawca zabójstwa pozostaje nieznany. Zwolennicy teorii spiskowych natychmiast zasugerowali związek ze sprawą Coopera, jednak zdaniem organów ścigania nie ma podstaw aby twierdzić, że taki związek istnieje. Zdaniem władz najbardziej prawdopodobnym motywem morderstwa był rabunek.

## D.B. Cooper w kulturze
- Do historii D.B. Coopera luźno nawiązali twórcy telewizyjnego serialu Skazany na śmierć. W serialu D.B. Cooper to Charles Westmoreland, więzień Fox River.
- Jego historia pojawiła się także w filmie Wiosła w dłoń.
- W 1981 miała miejsce premiera filmu W poszukiwaniu D.B. Coopera, w reżyserii Rogera Spottiswoode’a. W filmie wystąpili Treat Williams i Robert Duvall[61].
- Historię Coopera opisuje również jeden z odcinków serialu telewizyjnego Renegat.
- Główny bohater serialu Miasteczko Twin Peaks – Dale Bartholomew Cooper otrzymał swoje nazwisko po sławnym porywaczu.
- 10. odcinek 6. sezonu serialu Numb3rs został poświęcony D.B. Cooperowi.
- Miasta na północnym zachodzie USA sprzedają pamiątki i urządzają święta związane z D.B. Cooperem. W Ariel upamiętniono go corocznym Dniem Coopera obchodzonym 24 listopada, a w innych miejscach promocjami z nim związanymi urządzanymi przez restauracje i kręgielnie[62].
- W jednym z odcinków serialu Journeyman występuje mężczyzna który po porwaniu samolotu, skacze z niego z torbą pieniędzy. Jest to jasne nawiązanie do postaci D.B. Coopera.
- W szóstym odcinku piątego sezonu serialu Uczciwy przekręt zostaje „rozwiązana” sprawa D.B. Coopera.
- W grze Prison Architect za sprzedanie więzienia za co najmniej 1 000 000$ dostaje się osiągnięcie „D.B. Cooper”
- W pierwszym odcinku serialu „Loki”, w retrospekcji okazuje się, że to Loki był D.B.Cooperem.